# 1996 في الكويت

## المناصب
- أمير الدولة: جابر الأحمد الصباح
- رئيس الوزراء وولي العهد: سعد العبد الله السالم الصباح

## مواليد
- خالد المظفر - ممثل
- سلطان العلي - ممثل
- شوق الهادي - ممثلة

## وفيات
- عبد الرحمن الضويحي - شاعر وممثل